# Jimena Díaz
Jimena Díaz eller Ximena Diaz, född cirka 1046, död cirka 1116, var en spansk regent. Hon gifte sig cirka 1075 med El Cid, och var hans efterträdare som regent i Valencia mellan 1099 och 1102.